# Стюарт, Делайл
| Открытые астероиды: 1 | Открытые астероиды: 1 |
| --------------------- | --------------------- |
| (475) Оклло           | 14 августа 1901       |

Делайл Стюарт (англ. DeLisle Stewart, 16 марта 1870 — 2 февраля 1941) — американский астроном и первооткрыватель астероидов.
В 1896 году начал работать в Гарвардской обсерватории. С 1898 по 1901 год работает на астрономической станции вблизи города Арекипа в Перу, где им среди прочего были получены снимки на которых Уильям Генри Пикеринг обнаружил спутник Сатурна Феба. Им также было обнаружено множество туманностей и астероид (475) Оклло.
До 1910 года он работал в обсерватории Цинциннати, вблизи одноимённого города, где позднее основал Астрономическое общество Цинциннати.